# Сунжа (Северная Осетия)
Су́нжа (осет. Сунжæ, ингуш. Ахки-Юрт) — село в Пригородном районе Республики Северная Осетия-Алания.
Административный центр Сунженского сельского поселения.

## Географическое положение
Село расположено на левом берегу реки Сунжа, в 10 км к востоку от районного центра — Октябрьское и в 16 км от города Владикавказ.
Климат
Климат влажный умеренный. Зима мягкая, зачастую малоснежная. Средняя температура января составляет около +4,0°С. Лето тёплое и дождливое. Средняя температура июля +21,0°С. Среднегодовое количество осадков составляет около 950 мм. Больше половины осадков приходится на летние месяцы.

## История

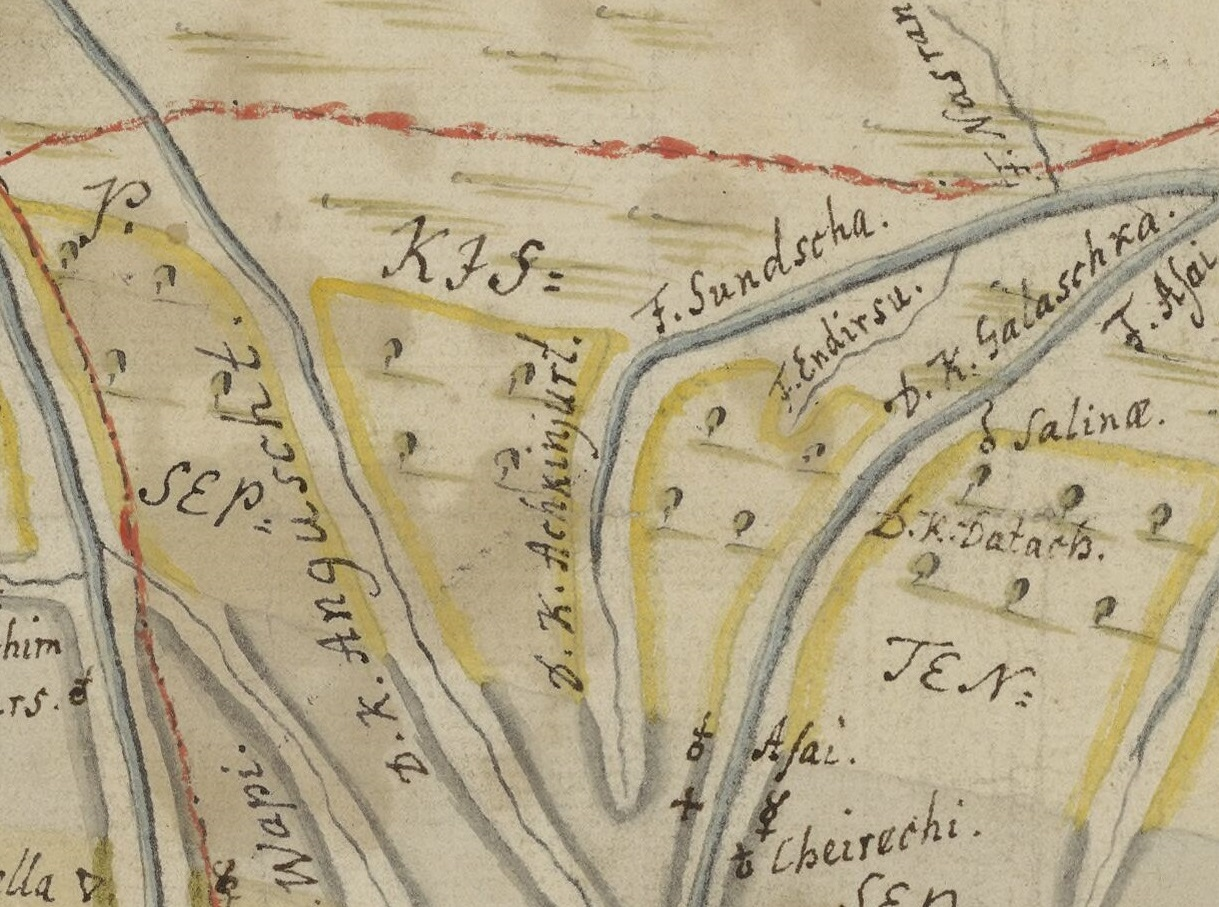
Ахки-Юрт (Achkinjurt) на карте Гюльденштедта 1780 года

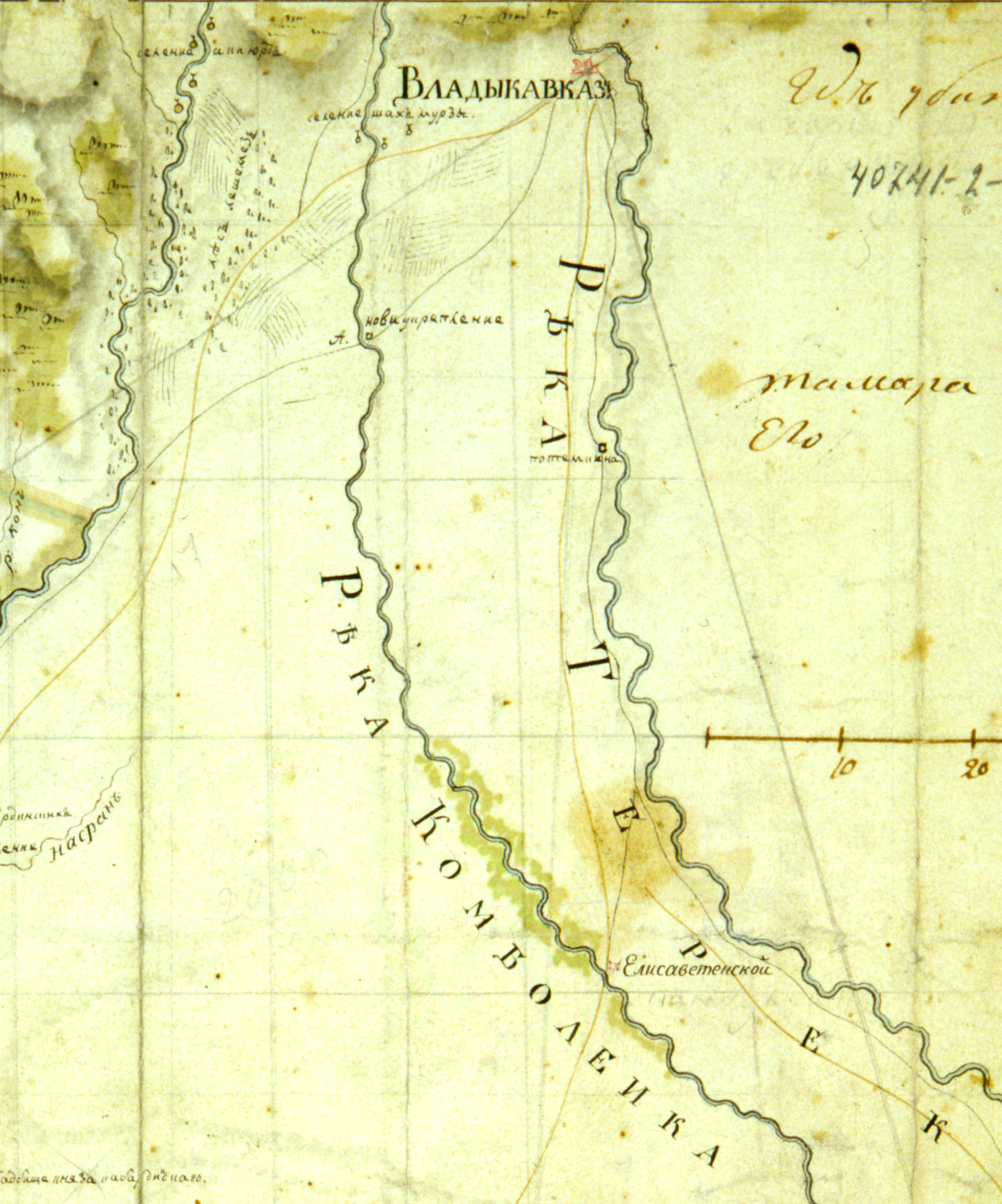
Фрагмент карты начала XIX в. (1807 г.) с указанием с. Ахки-Юрт на карте отмечена как «селения Акiюрт» (карта в обратной проекции)

Станица «Сунжа» (Сунженская) была основана в 1859 году на месте ингушского села Ахки-Юрт, основателем которого считается Эжи Ахк из рода (тайпа) Йовлой.
В 1876 году, после того, как была образована Терская казачья линия, здесь была построена большая каменная церковь во имя св. Николая. В начале 1930-х годов во время широкой антирелигиозной кампании в Ингушской АО, проводимой И.Черноглазом, церковь была разрушена.
После завершения Гражданской войны, в соответствии с решением съезда народов Терской области, казаки были выселены и село было включено в состав Ингушской АО, и получило прежнее название — Ахки-Юрт.
В 1944 году, после депортации ингушей в Среднюю Азию, село Ахки-Юрт было переименовано в Сунжу и передано в состав Северо-Осетинской АССР.

## Население
| 1926    | 1959    | 1970    | 1979    | 1989    | 2002    | 2010    | 2011    | 2012    |
| ------- | ------- | ------- | ------- | ------- | ------- | ------- | ------- | ------- |
| 3794    | ↗6093   | ↘5853   | ↗6034   | ↘6012   | ↗11 346 | ↗11 715 | ↘11 681 | ↗11 706 |
| 2013    | 2014    | 2015    | 2016    | 2017    | 2018    | 2019    | 2020    | 2021    |
| ↗11 807 | ↗11 875 | ↗11 909 | ↗11 955 | ↗12 030 | ↗12 065 | ↗12 082 | ↗12 114 | ↘11 086 |
| 2023    | 2024    | 2025    |         |         |         |         |         |         |
| ↘11 068 | ↘11 035 | ↗11 056 |         |         |         |         |         |         |

Национальный состав
По данным Всероссийской переписи населения 2010 года:
| № | Национальность      | Численность, чел. | Доля   |
| - | ------------------- | ----------------- | ------ |
| 1 | осетины             | 11 262            | 96,1 % |
| 2 | русские             | 177               | 1,5 %  |
| 3 | грузины             | 78                | 0,7 %  |
| 4 | армяне              | 62                | 0,5 %  |
| 5 | другие / не указано | 136               | 1,2 %  |

## Русская православная церковь
- Церковь святого преподобного Романа Сладкопевца. Освящена в 2009 году